# NMEA 0183
NMEA 0183 és un protocol de comunicació entre aparells electrònics utilitzats en embarcacions: ràdio VHF, radar, GPS, Sistema d'Identificació Automàtica, etc. Va ser definit i controlar per la National Marine Electronics Asociation dels Estats Units. La primera versió del protocol es va publicar l'any 1983 i ha rebut diverses actualitzacions des de llavors.

El protocol NMEA utilitza missatges ASCII i l'estàndard original permetia una velocitat de 4,8 kilobits/segon. Defineix unes sentències estàndard on un instrument emet unidireccionalment (emissor) i la resta d'instruments (receptors o oients) el reben simultàniament.
L'inici del missatge indica el seu contingut, de forma que els instruments que reben poden seleccionar quins missatges són de rellevància pel seu funcionament. Per exemple, una ràdio VHF marina amb DSC (digital selective calling) pot seleccionar la posició i l'hora a les trames emeses pel GPS i rebutjar altres informacions irrellevants per al seu funcionament com ara rumb, velocitat, etc.